# Scar (kulle i Antarktis)
Scar är en kulle i Antarktis. Den ligger i Västantarktis. Argentina, Chile och Storbritannien gör anspråk på området. Toppen på Scar är 35 meter över havet.
Terrängen runt Scar är kuperad. Havet är nära Scar åt nordost. Trakten är glest befolkad. Närmaste befolkade plats är Esperanza Base, 1,6 kilometer öster om Scar.